# Zeepbel

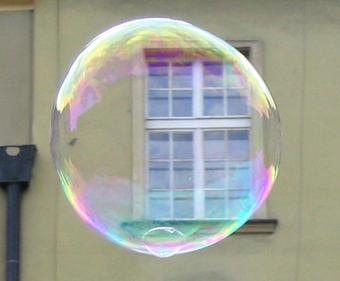
Een zeepbel

Een zeepbel is een bolvormig vlies, bestaande uit een oplossing van zeep in water, gevuld met lucht of een ander gas. 

## Fysica
Een zeepbelwand is maar enkele nanometers dik. Dit betekent dat er naar verhouding een groot binnen- en buitenoppervlak is gemeten naar het volume van de zeepoplossing. Zeepmoleculen hebben een polaire kop die dus graag in water oplost en een lange apolaire staart die liever niet door water omringd wordt. De aanwezigheid van zeep verlaagt de oppervlaktespanning, doordat de zeepmoleculen bij voorkeur aan het oppervlak gaan zitten met hun kop in het water en de staart er buiten. Dit bevordert de vorming van een groot oppervlak.

## Kleuren

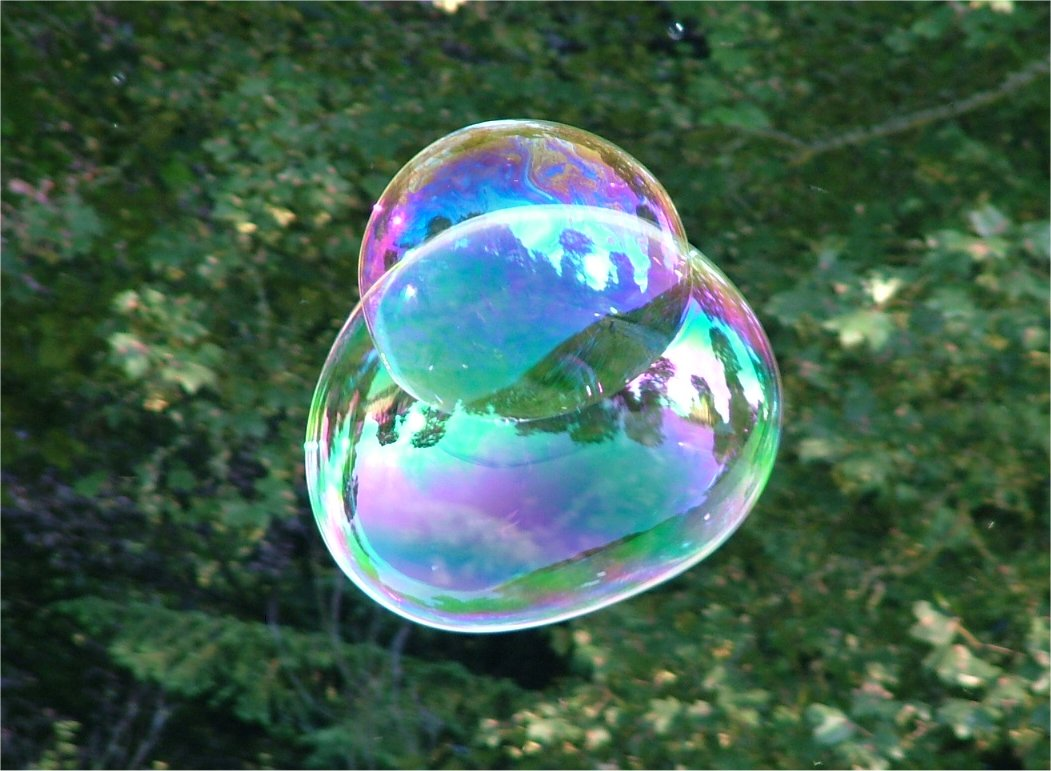
Twee zeepbellen aan elkaar

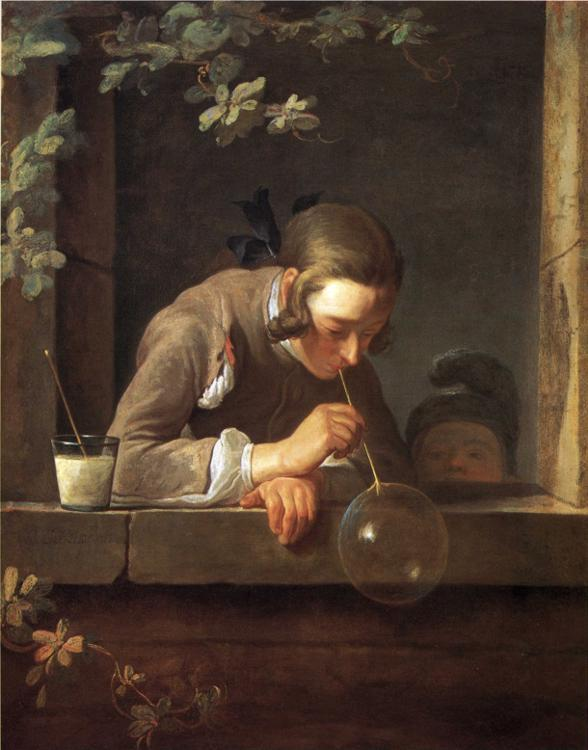
Zeepbellen van Jean-Baptiste Siméon Chardin, ca. 1734

Afhankelijk van de lichtinval kan men kleuren zien op het oppervlak van de zeepbel. Dit wordt veroorzaakt door reflectie van het invallende licht op de zeepbelwand. Het licht wordt gedeeltelijk door de buitenkant gereflecteerd, en gedeeltelijk door de binnenkant. De laatste reflectie is dus iets later dan de eerste. Door dit tijdsverschil zijn de terugkaatsende lichtgolven niet meer volledig in fase, terwijl ze wel beide in dezelfde richting terugkaatsen. Dit wordt interferentie genoemd. Het interferentiepatroon hangt af van de golflengte van het licht, de hoek waaronder het licht valt, en de dikte van de zeepbelwand.

## Meerdere zeepbellen
Wanneer zeepbellen met elkaar in contact komen, worden ze samen één geheel. Ze worden niet samen een bel, maar ze plakken aan elkaar. Drie even grote zeepbellen zitten altijd in een hoek van 120 graden aan elkaar. 

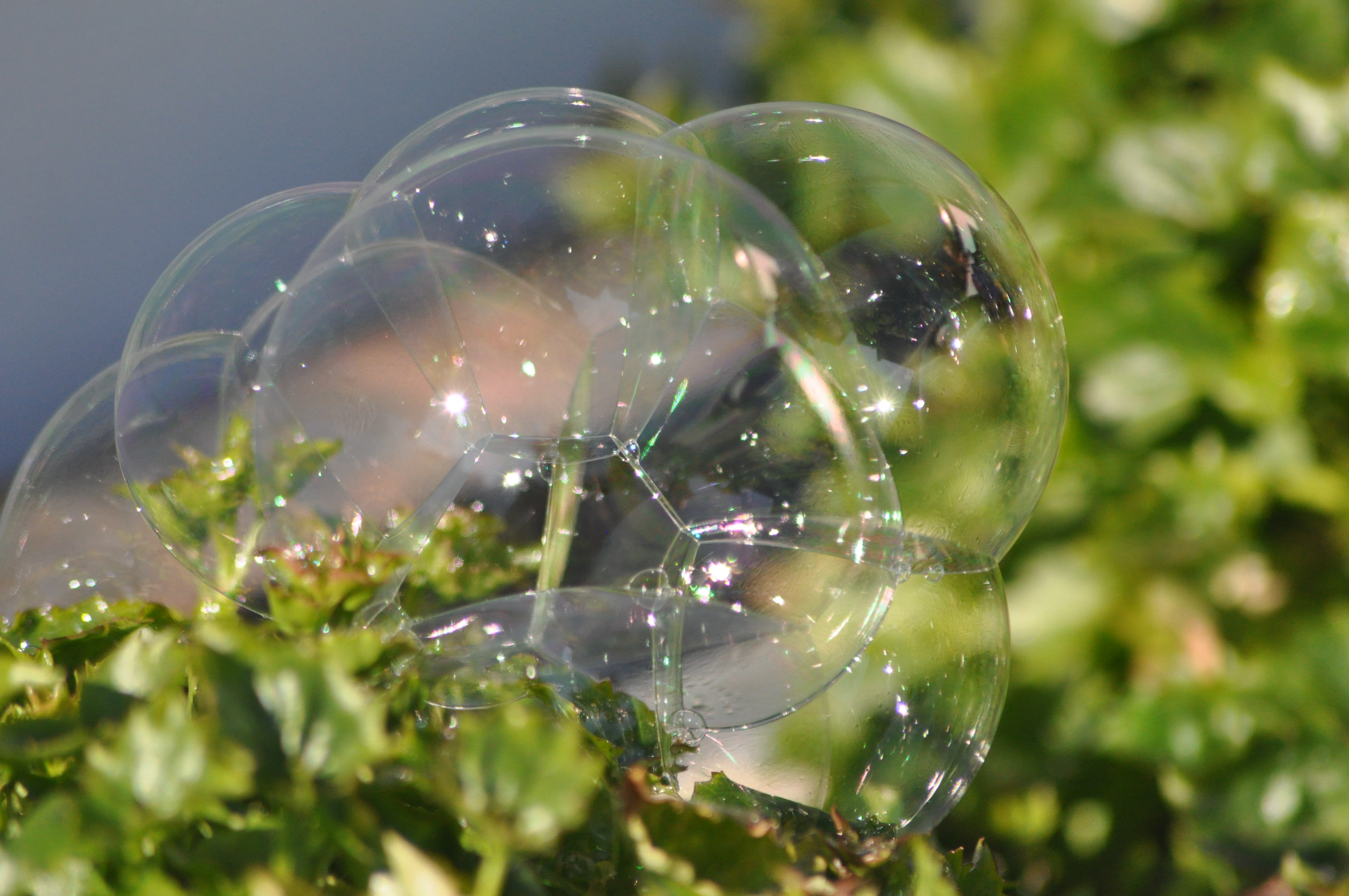
Verschillende zeepbellen aan elkaar

## Figuurlijk
De zeepbel bevat (naast zeep) alleen maar lucht. Daarom wordt een zeepbel weleens genoemd als iets kleins (of niets) tot enorme proporties wordt opgeblazen, waarbij men er pas uiteindelijk achter komt dat het om niets ging; de zeepbel spatte uiteen.

## In de schilderkunst
Zeepbellen komen ook voor in de schilderkunst. Bij meerdere vanitasschilderijen kunnen zeepbellen teruggevonden worden. Een bekende uitspraak van Erasmus die hiermee gepaard gaat is dan ook "Homo bulla est" (de mens is een zeepbel).       

## Straatartiesten
Straatartiesten hebben technieken ontwikkeld om zeer grote zeepbellen te maken en treden op voor publiek. Hieronder een straatartiest aan het werk in Barcelona.

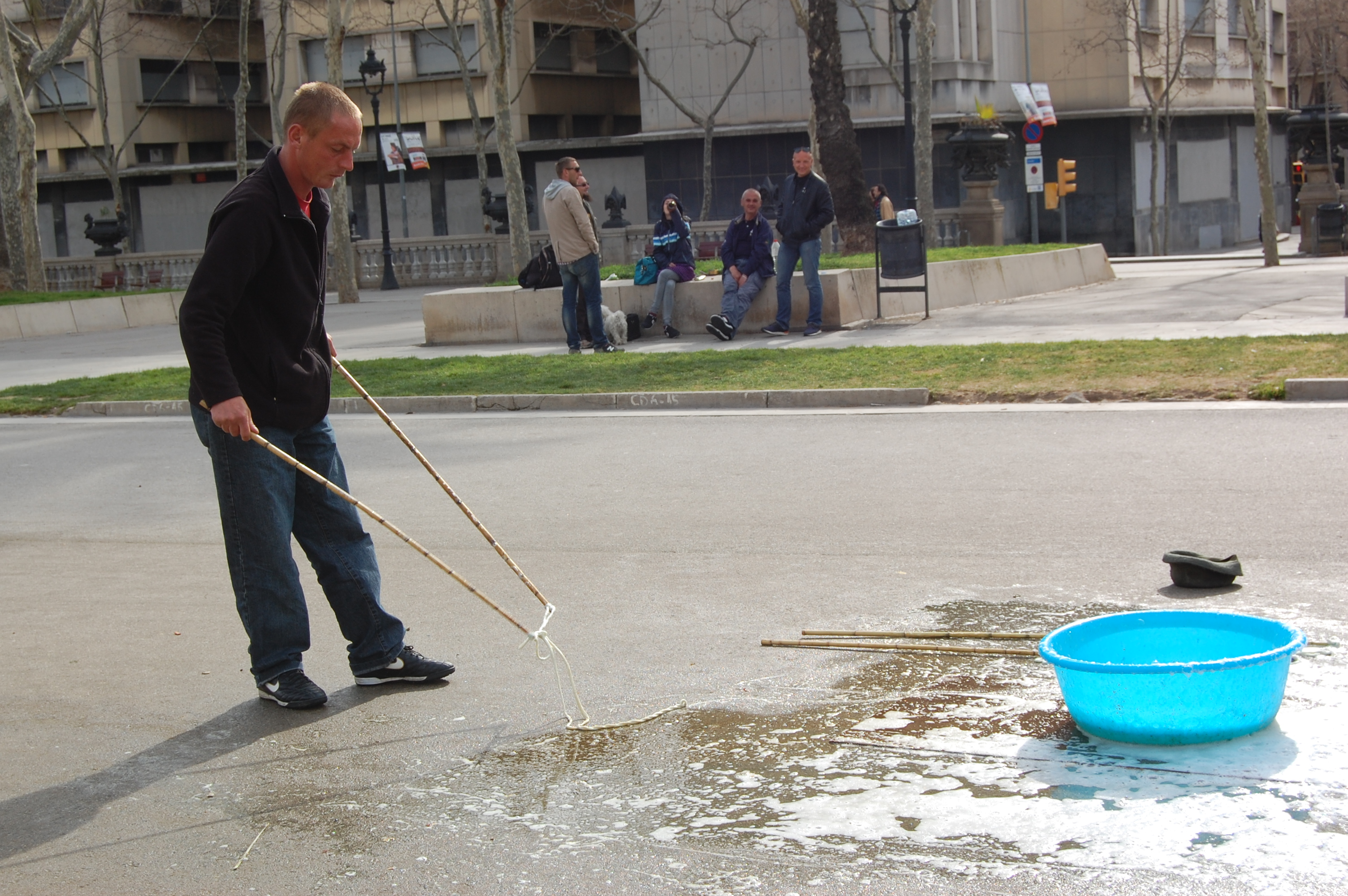
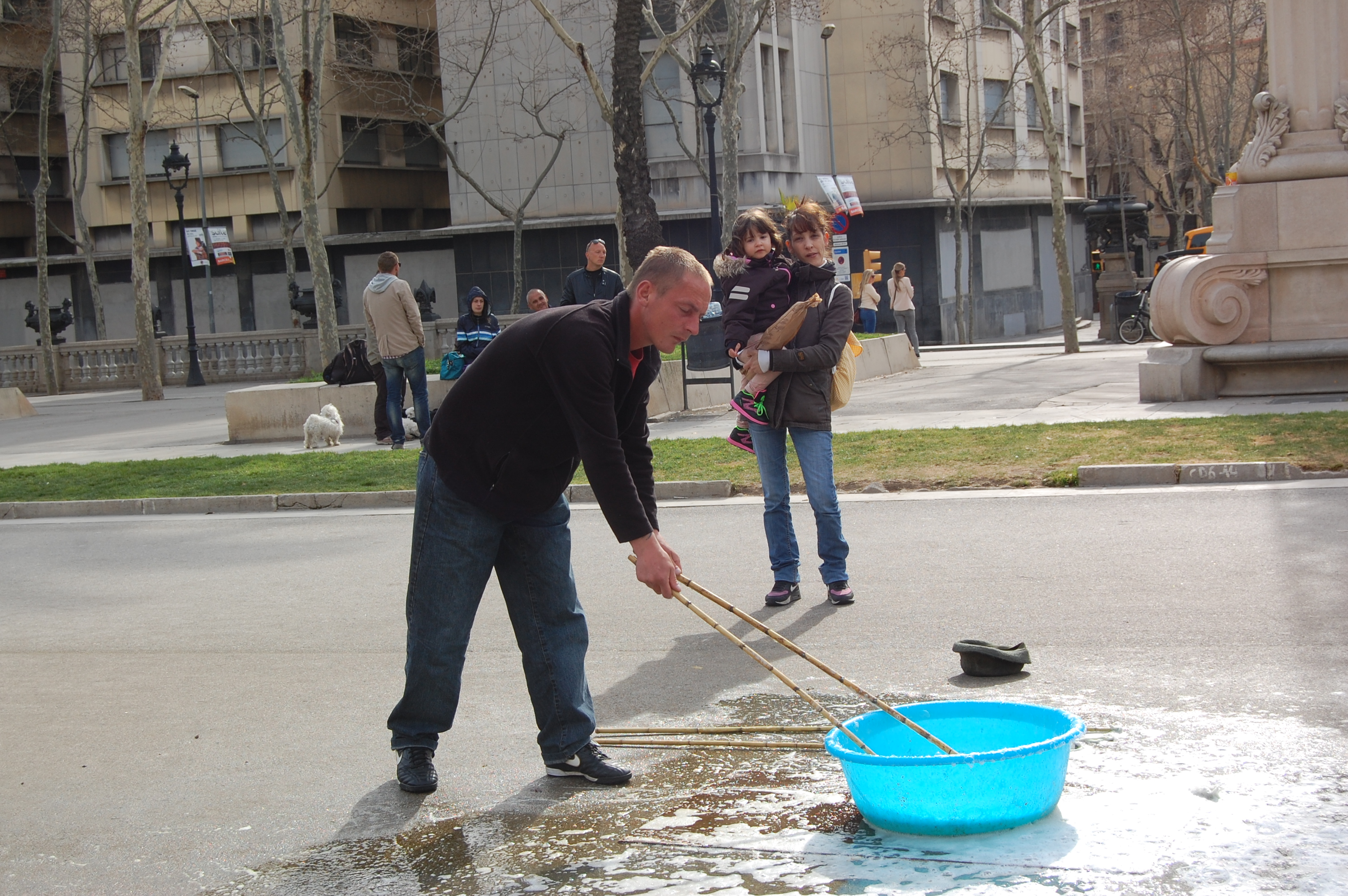
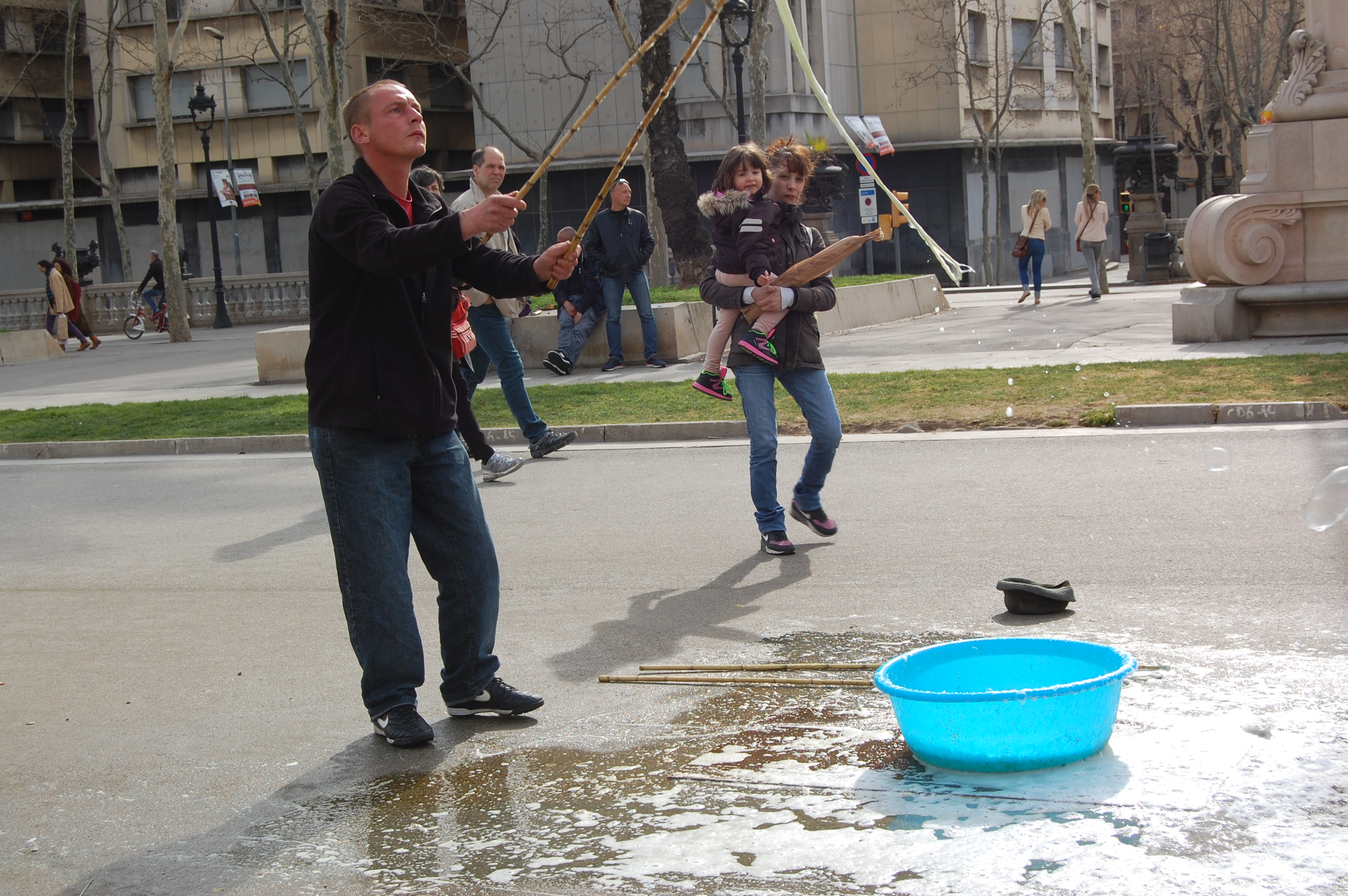
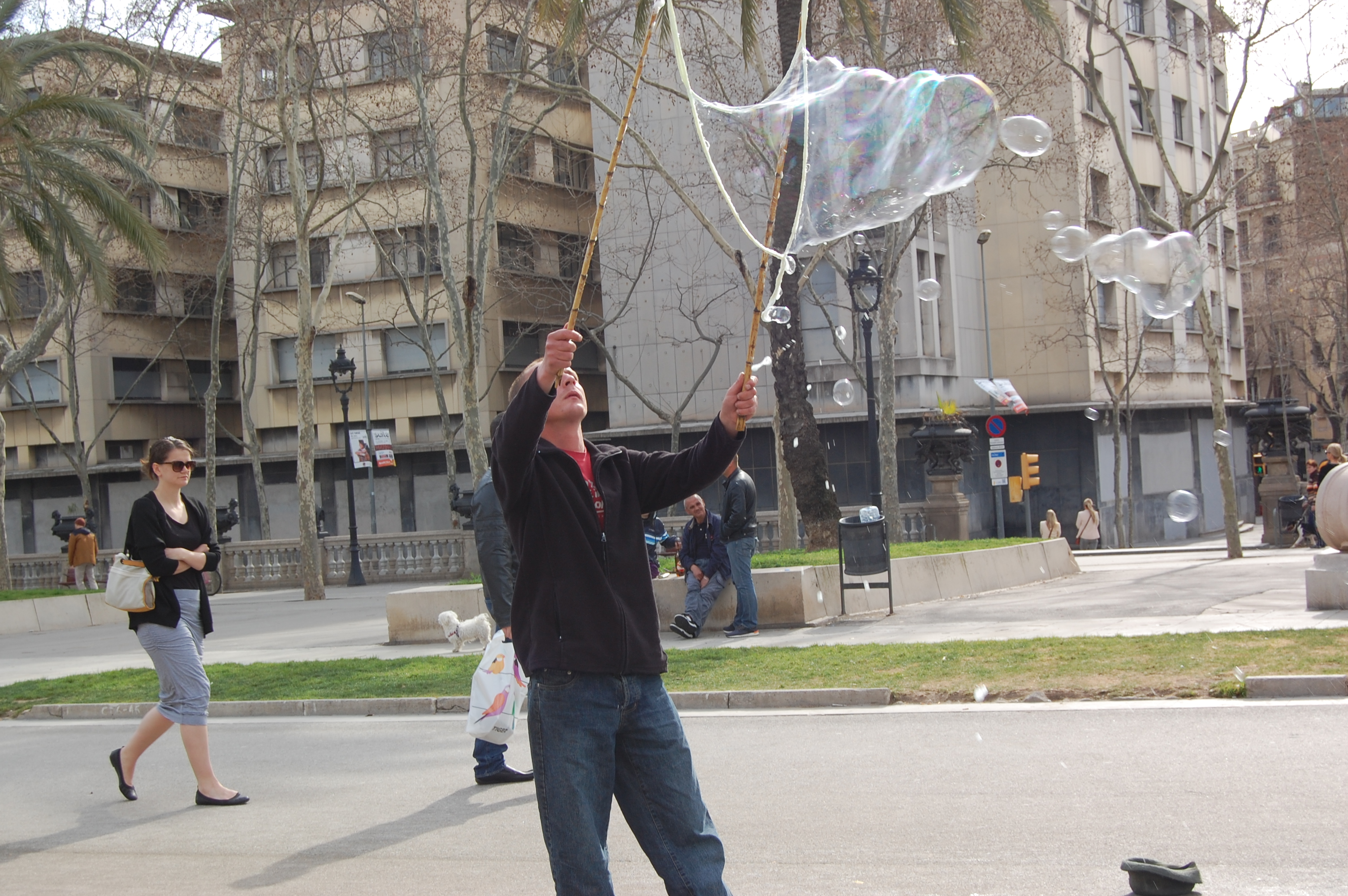
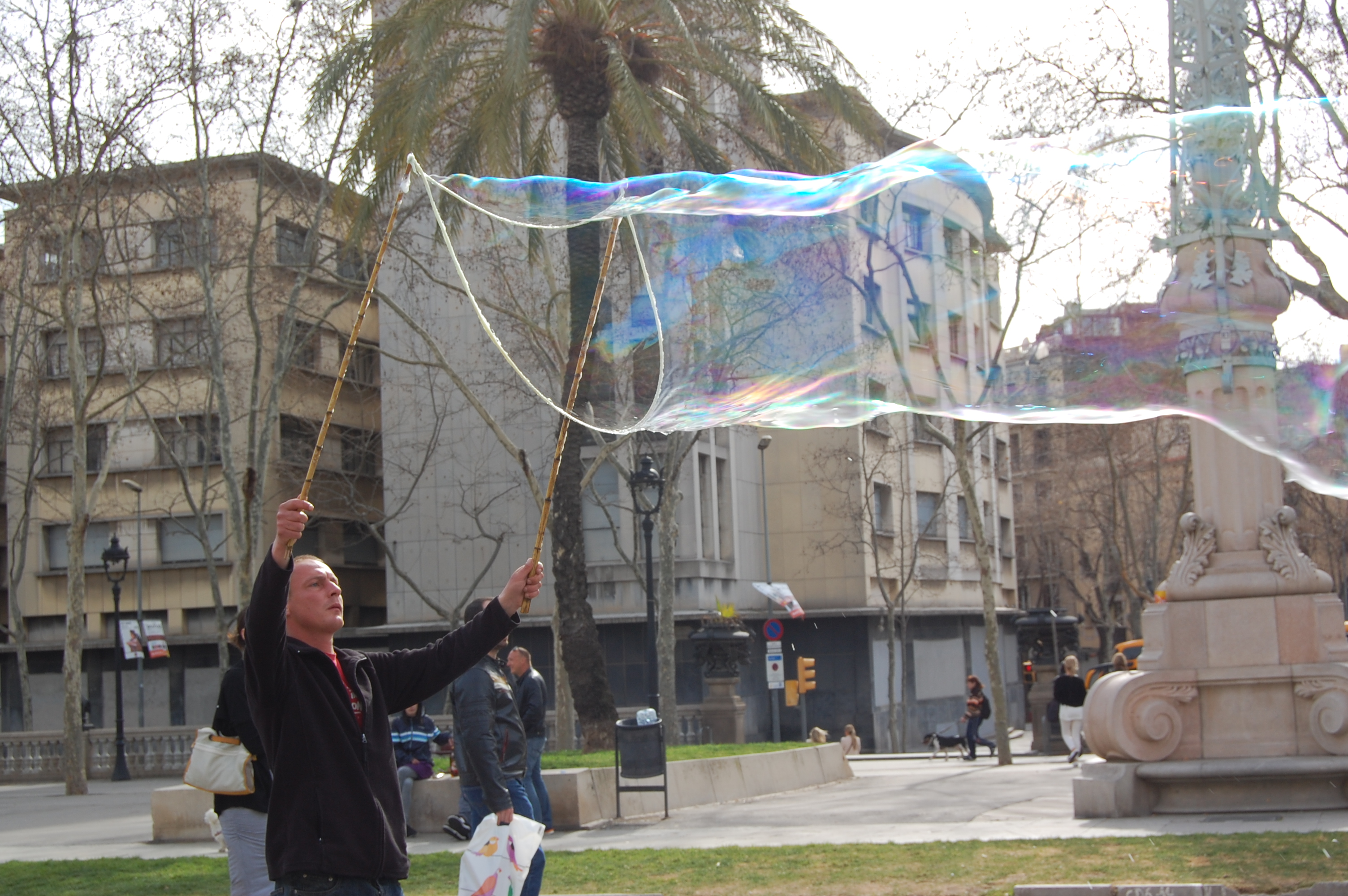
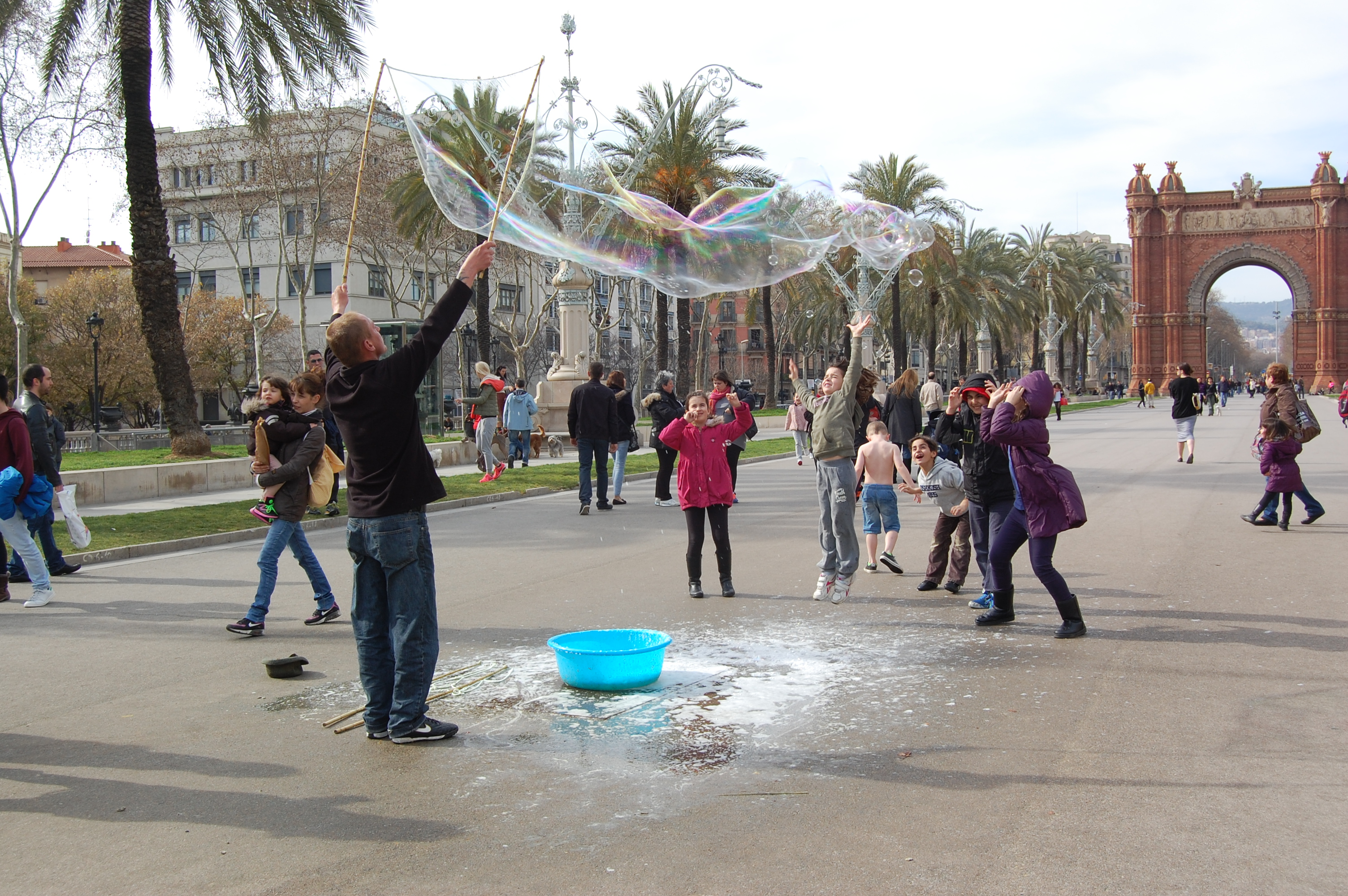
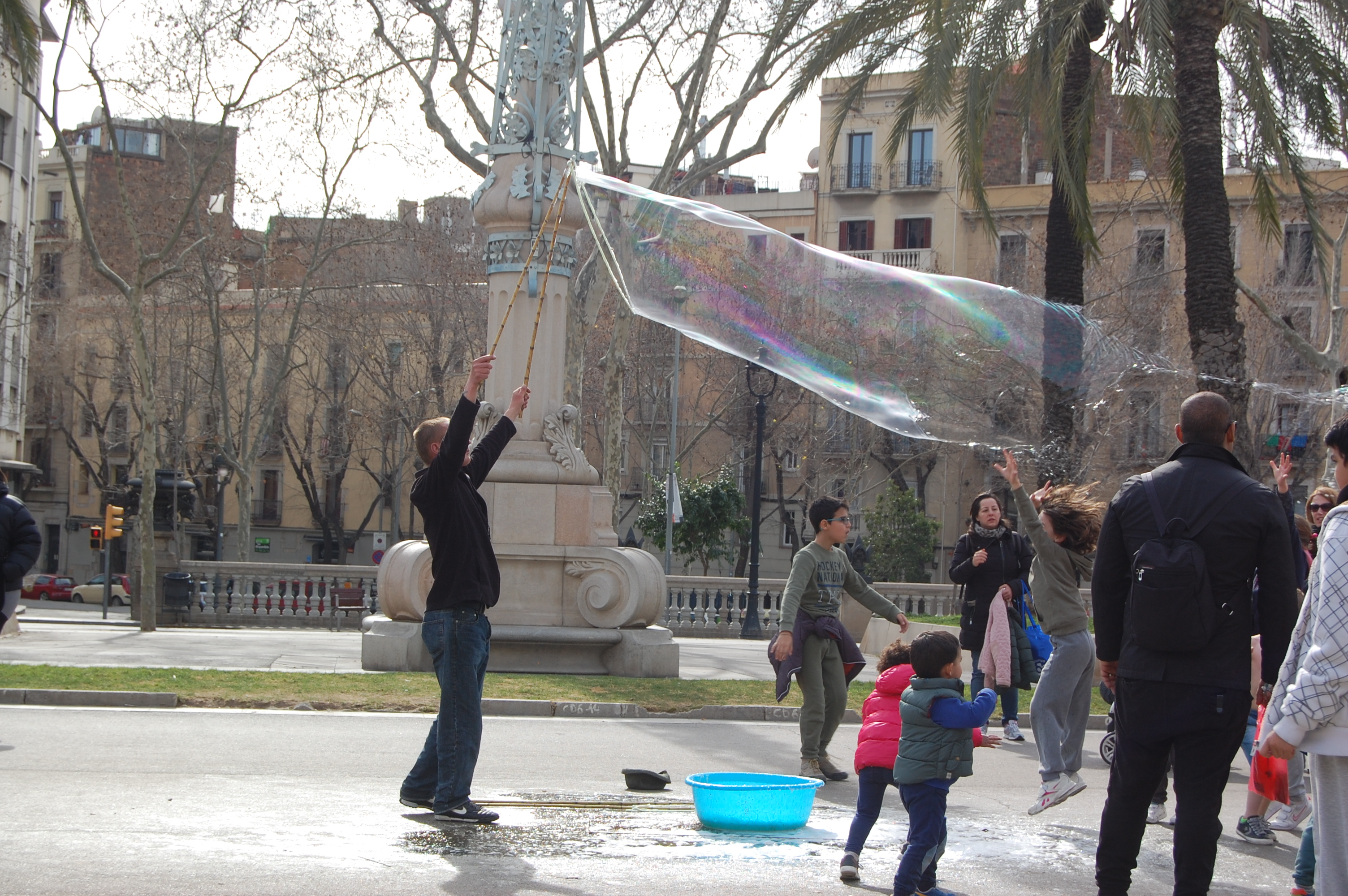
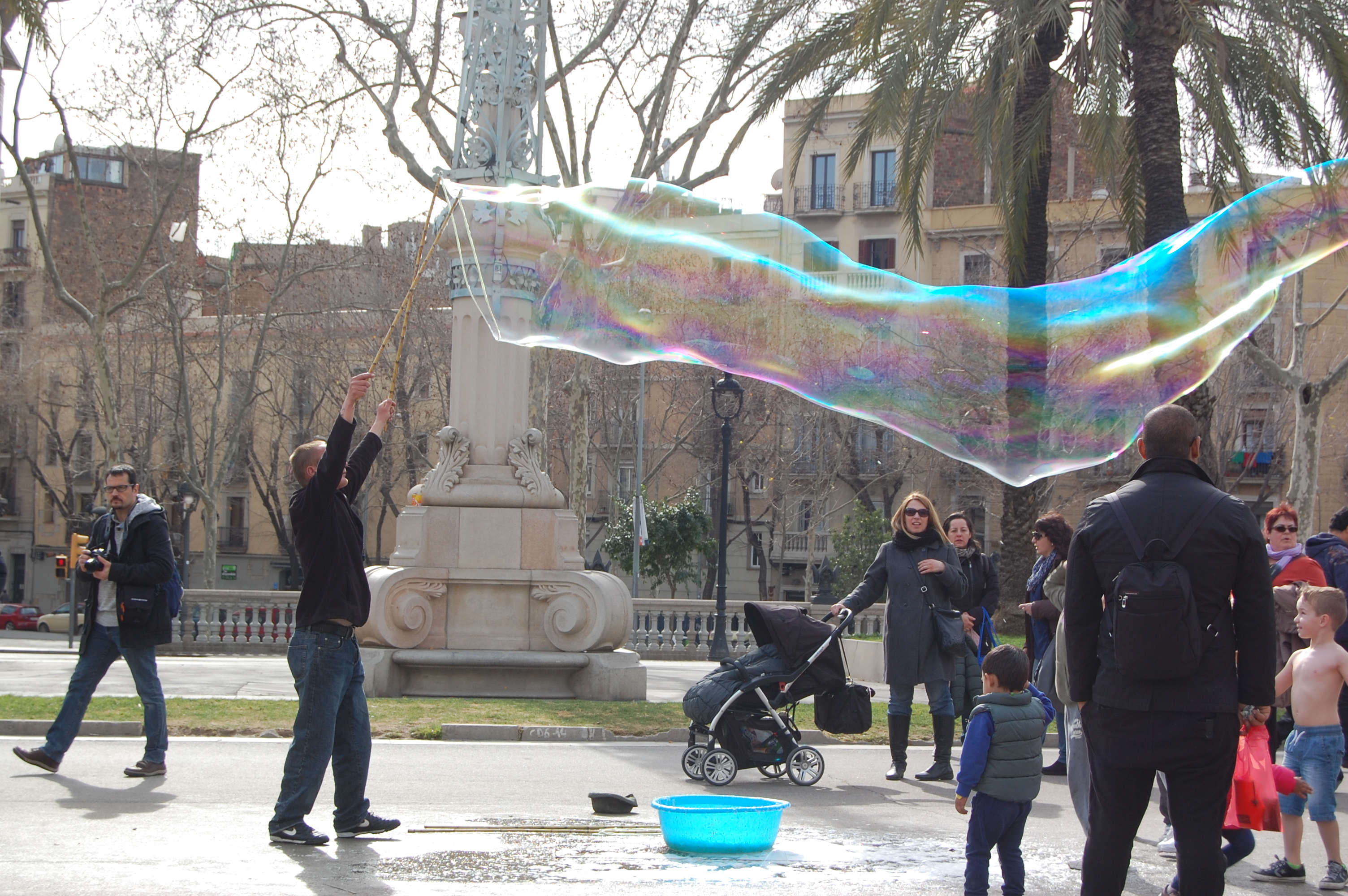
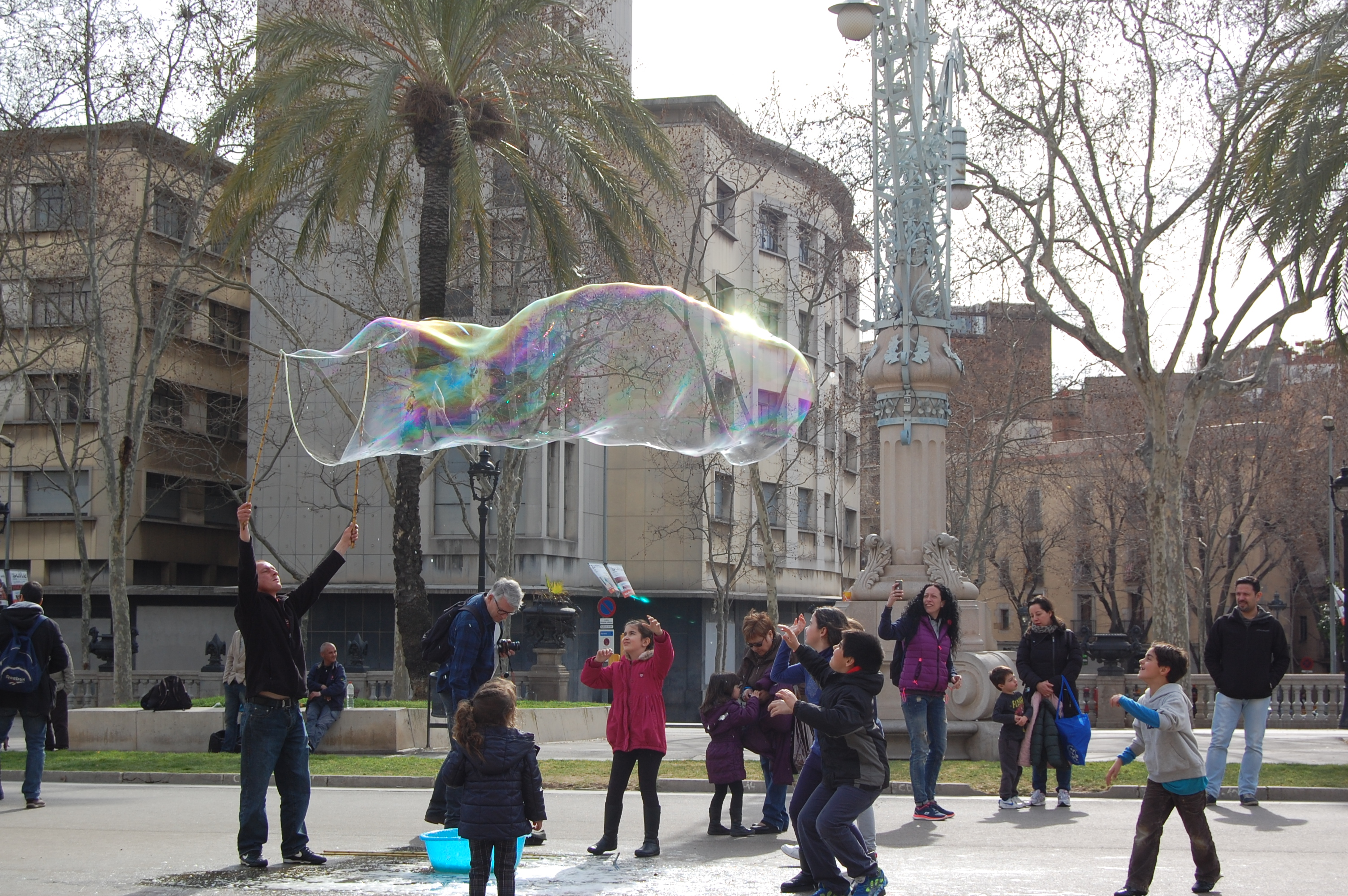